# JTG Daugherty Racing
Pour les articles homonymes, voir JTG (homonymie).
La JTG Daugherty Racing est une écurie NASCAR basée en Caroline du Nord et dirigée par Tad Geschickter, sa femme Jodi Geschickter et Brad Daugherty.

## Histoire
L'écurie débute en 2009 en engageant le pilote australien Marcos Ambrose sur la Toyota no 47. En deux saisons, sa meilleure performance est une seconde place sur le circuit routier de Watkins Glen. Il est remplacé par Bobby Labonte en 2011 puis par A.J. Allmendinger en 2014, désormais au volant d'une Chevrolet. Allmendinger remporte la première course de l'écurie cette année là, également à Watkins Glen. Il est rejoint en 2017 par la no 95 de Chris Buescher. Ryan Preece remplace Allmendinger en 2019 et Ricky Stenhouse Jr. Buescher en 2020.  
L'écurie remporte en 2023 les 500 miles d'Indianapolis, leur seconde victoire. 